# Franc-maçonnerie en Uruguay
 (avril 2022).
Si vous disposez d'ouvrages ou d'articles de référence ou si vous connaissez des sites web de qualité traitant du thème abordé ici, merci de compléter l'article en donnant les références utiles à sa vérifiabilité et en les liant à la section « Notes et références ».
L'histoire de la franc-maçonnerie en Uruguay commence à la fin du  XVIIIe siècle avec l'arrivée des premiers émigrants sur le territoire connu sous le nom de Bande Orientale et sa capitale Montevideo.

## La maçonnerie à l'époque coloniale
Cette présence maçonnique a été accrue dès 1807 lors des invasions britanniques dans le  Rio de la Plata par la présence des loges militaires des régiments de Dragons irlandais
C'est en 1856 qu'est fondé officiellement le Grand Orient d'Uruguay avec une patente du Grand Orient du Brésil, qui deviendra postérieurement la Grande Loge de l'Uruguay.

## La maçonnerie uruguayenne

l'équerre et le compas

(29 février 2024).
- Si vous ne connaissez pas le sujet, laissez ce bandeau (vous pouvez alors contacter les auteurs).
- Si vous supprimez le contenu mis en cause (vous pouvez préalablement contacter les auteurs),

argumentez précisément cette suppression dans la page de discussion
(un manque de référence n'est pas un argument ; une recherche réelle de référence doit avoir été effectuée, être formellement documentée).

### Par genre

#### Obédiences masculines
- La Grande Loge d'Uruguay.
- Le Grand Orient d'Uruguay (G.O.U.).
- La Grande Loge Unie d'Angleterre (District Sud) avec une loge appelé Silver River.

#### Obédiences mixtes
- Le Grand Orient latino-americain (G.O.LA.)
- Le Grand Orient de la franc-maçonnerie mixte universelle (G.O.F.M.U.).
- Le Droit humain, (Ordre maçonnique mixte international « le Droit humain ») avec une Loge appelée Eleusis.
- La loge Ankh-Em-Maat (Memphis-Misráim)

#### Obédience féminine
- La Grande Loge féminine d'Uruguay.

### Par obédience

#### Grande Loge d'Uruguay
Un Grand Orient d'Uruguay fut fondée le 24 juin 1855  par le Grand Orient du Brésil en lui accordant une Patente.
Il devint une puissance maçonnique autonome le 17 juillet de 1856. Postérieurement il se fera appeler Grande Loge de la maçonnerie de l'Uruguay comme on la connaît de nos jours.

#### Grande Loge unie d'Angleterre
La présence de la maçonnerie anglaise en Uruguay date de 1807 avec les invasions anglaises. C'est à Montevideo que le 11 février 1862 est  fondée la Loge Acacia à Montevideo, par Causes Lumb initié sept ans avant dans la Loge anglaise Excelsior. Actuellement, la présence de la maçonnerie anglaise en territoire uruguayen se manifeste toujours à travers l'existence d'une loge travaillant en anglais et selon le rite utilisé par la GLUA. Pour des raisons de proximité, cette loge dépend du secteur sud de la maçonnerie britannique qui a son siège provincial dans la ville de Buenos Aires, en Argentine.

#### Grand Orient d'Uruguay
Le Grand Orient d'Uruguay fut fondé le 25 août 1990 par l'association de frères constitués en loges et triangles. Son siège est à Montevideo, et dispose des statuts approuvés par leur pouvoir exécutif le 3 avril 1992, statuts qui constituèrent la réglementation pour leur fonctionnement comme puissance maçonnique. Puis il obtint sa patente définitive du Grand Orient du Rio Grande du Sud, le 31 octobre 1992. Quelques jours après, le 4 novembre 1992 il reçoit la reconnaissance de la COMAB (Confédération Maçonnique du Brésil).

#### Grand Orient de la franc-maçonnerie mixte universelle
Le Grand Orient de la franc-maçonnerie mixte universelle (G.O.F.M.U.) est une obédience maçonnique indépendante regroupant de hommes et de femmes qui s’y sont rassemblés par l’initiation, en respectant fidèlement les pratiques traditionnelles. Sa devise est celle forgée par les frères du siècle des lumières: liberté, égalité, fraternité et celle de la maçonnerie libérale du temps présent:liberté absolue de conscience. Sa création date de décembre 1998.

#### Grand Orient latino-américain
Il s'agit d'une organisation maçonnique à caractère international qui a son siège principal en Suède. Il est présent en Uruguay depuis 1992. L'histoire de cette organisation maçonnique mixte est étroitement liée au processus politique et social au Chili au début des années 1970 sous la dictature de Pinochet. 
En Europe  se crée très vite la Grande Loge du Chili en exil sur la base de trois loges (à Paris, à Stockholm et à Copenhague). En 1990, les délégués des différentes loges réunis en grande assemblée décident de changer le nom par celui de Grand Orient latino-américain, sans changer sa structure institutionnelle ni son organisation.

#### Grande Loge féminine d'Uruguay
Après plusieurs années de fonctionnement sous les auspices de la Grande Loge féminine du Chili, le 3 mai 2007  en établissant la troisième loge féminine en Uruguay, est accordé la Patente à la Grande Loge féminine d'Uruguay comme organisation maçonnique autonome, en présence des délégations du Chili, d'Argentine et du Brésil. Elle est composée actuellement par les loges : Foi, Espoir et Charité.